# Markgrafschaft Ivrea

Königreich Italien (781–1014)

Die Markgrafschaft Ivrea mit dem Hauptort Ivrea spielte in nachkarolingischer Zeit in der italienischen Politik eine herausragende Rolle. Die Familie der Anskarier, später Haus Burgund-Ivrea genannt, stellte als Markgrafen von Ivrea drei Könige Italiens: Berengar II. und dessen Sohn Adalbert II. sowie dessen Neffen Arduin.
Arduin von Ivrea übernahm um 990 die Macht und führte mehrere Kriege gegen seine Nachbarn, besonders gegen Bischof Leo von Vercelli, der seinerseits vom ottonischen Kaiserhaus unterstützt wurde.
Nach Arduins Tod im Jahr 1015 zerfiel die Markgrafschaft und die Bischöfe von Ivrea wurden zusammen mit den kommunalen Einrichtungen die bestimmende Kraft; im 12. Jahrhundert ging man gegen Friedrich Barbarossa vor. Der Blüte Anfang des 12. Jahrhunderts folgte in der zweiten Hälfte des 13. Jahrhunderts die formelle Eingliederung in die Markgrafschaft Montferrat. Im 14. Jahrhundert fiel die Markgrafschaft an Savoyen.

## Liste der Markgrafen von Ivrea (Haus Burgund-Ivrea)
- Anskar I., Markgraf 879–887
- Adalbert I. der Reiche, dessen Sohn, Markgraf um 902 – wohl 923
- Berengar II., dessen Sohn, Markgraf um 923 bis 966, König von Italien 950–961
- Adalbert II., dessen Sohn, Markgraf bis 971
- Guido (Wido), * 949, † 25. Juni 965, dessen Bruder, Markgraf 959–965
- Konrad, † 997, dessen Bruder, Markgraf 970, vor 996 Graf von Camerino und Spoleto
- Arduin, † 1015, Sohn Adalberts II., Markgraf 990–1015
- Wido (Guido di San Martino), † 1030, dessen Bruder, Markgraf
- … Nachkommen Wiberts